# Dragalia Lost
Dragalia Lost era un juego de rol desarrollado y publicado por la compañía de Nintendo en colaboración con Cygames y se encuentra disponible para Android y iOS. El juego se encontraba disponible en ciertas regiones a partir del 27 de septiembre de 2018. El juego fue muy bien recibido por usuarios a pesar de su lanzamiento limitado. Dragalia Lost ha superado las ventas del juego Animal Crossing: Pocket Camp en dos semanas después de su lanzamiento. Información otorgada por Sensor Tower Store Intelligence indica que el juego ya ha recaudado un estimado de 28 millones de dólares a partir de su lanzamiento en solo 5 países.
El juego ha tenido colaboraciones con otras franquicias, incluidas Fire Emblem Heroes, Mega Man, Monster Hunter, Persona 5 Strikers, Rage of Bahamut y Princess Connect! Re:Dive.
El 22 de marzo de 2022, los desarrolladores anunciaron que Dragalia Lost cerrará sus servidores. Desde el 30 de noviembre ya no ofrece servicio y no es posible acceder al juego.

## Historia
La historia tiene lugar en Alberia, el reino donde viven los dragones. Todos los miembros reales en Alberia tienen la habilidad Dragon Transformation (cambio de forma en inglés), donde pueden ejercer el poder de un dragón formando un pacto con un dragón para tomar prestada su forma en la batalla. Un día, un extraño suceso comienza a ocurrir en este reino. El Holy Shard (Fragmento Sagrado en inglés) protegido por la capital comienza a perder su poder. Para salvar a su pueblo, Euden, el Séptimo Príncipe (Séptimo Scion en inglés), que no ha hecho un pacto con un dragón, emprende su Prueba de Selección de Dragones.
El séptimo vástago Euden, el príncipe más joven del reino de Alberia, recibe instrucciones de su padre, el rey Aurelio, de buscar a Midgardsomar, el Windwyrm, para forjar un pacto después de que el fragmento sagrado del reino se oscurezca. Un objeto tan sagrado solo puede ser movido por un portador del pacto, y para reemplazar el Fragmento del reino, debe forjar el pacto. Va a la casa de Midgardsomar, Mistholt, con su hermana Zethia y su amiga, el hada Notte. Forja el pacto, conociendo a la Paladyn Elisanne y al mercenario Ranzal. Cuando va a recuperar el Fragmento, encuentra a una mujer llamada Cleo que se queda para proteger el Halidom, la antigua base de Alberius, y el Fragmento del castillo. Su padre aparece e intenta apoderarse de él, pero Euden, sin darse cuenta, cambia de forma hasta el Holywyrm Elysium. Independientemente, Zethia es secuestrada por Aurelius.
Algún tiempo después, Euden, ahora al frente de Halidom, recibe noticias de que Alberia pasó a llamarse Dyrenell y que ha declarado a Euden el "príncipe traidor". Se mueve para defender una aldea del ataque de Dyrenell (conociendo a Luca y su hermana Sarisse) y lucha contra un gran wyrm, Mercury. Mercury formó un pacto con el altivo y narcisista Príncipe Emile, que ella rompe y en su lugar forma un pacto con Euden.
A continuación, escuchan que Aurelius está atacando a la Greatwyrm Brunhilda, la Flamewyrm. Él salva al dragón y forma un pacto en su hogar volcánico, ella se une a él como 'Mym'. Después de eso, decide formar un pacto con Lightwyrm (y Greatwyrm) Júpiter. Emile reaparece e intenta hacerlo también, pero Júpiter elige a Euden sobre él. Luego, una mujer misteriosa teletransporta al grupo a Binding Ruins.
En Binding Ruins, una vez más se encuentran con Aurelius y Zethia. Se revela que Aurelius está poseído por una entidad malvada, el Otro. Su poseedor se transfiere a Zethia y Aurelius muere. Se revela que Zodiark, el último Greatwyrm superviviente que no está vinculado a Euden, es el pactowyrm de Aurelius. Zodiark hace un pacto con Euden. El hermano mayor de Euden, Valyx, llega al Halidom con un ejército. Euden declara Halidom New Alberia y decide luchar contra Dyrenell.

## Personajes
A pesar de ser un juego de gacha, Dragalia Lost cuenta con una cantidad de personajes principales:

### Personajes de la Historia
Personaje Principal- (Seiyū: Kōki Uchiyama) El séptimo heredero al trono de la familia real de Alberia. Él vive con el apoyo mutuo de su hermana Zethia y el hada Noette. Con una sonrisa, él posee una combinación única de coraje inquebrantable y una intensa consideración por otros.
Zethia- (Seiyū: Ai Kayano) La hermana gemela del séptimo príncipe, y una de las pocas doncellas de la iglesia. Ella lloraba mucho de niña, pero se volvió más estoica después de la muerte de su madre. Ella es ahora una mujer de fuerte voluntad que aprecia su hermano mayor.
Noette- (Seiyū: Yukana) Un hada misteriosa que los hermanos conocieron cuando eran pequeños. Los tres prometieron que superarían cualquier obstáculo juntos, una promesa que Noette se toma seriamente. Su brillante y cálida personalidad puede levantar los ánimos del grupo.
Elisanne- (Seiyū: Saori Hayami) Un caballero de la iglesia de Illian y una prodigia cuya habilidad le ha ganada el título de “Paladyn”. Sin embargo, es considerada una herética y se encuentra perseguida como fugitiva.
Ranzal- (Seiyū: Katsuyuki Konishi) Un mercenario habilidoso cuya apariencia descuidada y su manera descuidada de hablar podría causar una mala impresión aunque siempre actúa con honor y convicción al final. También es conocido por dejarse llevar en banquetes.
Cleo- (Seiyū: Yumi Uchiyama) Una joven chica que ha defendido el “Halidom” por años mientras estaba sellado por niebla y siempre tiene que controlar sus emociones. Ella ahora ayuda al nuevo maestro del “Halidom”, el príncipe, y es conocida por sus intensas habilidades domésticas.
Luca- (Seiyū: Shintarō Asanuma) Un joven que ama a su aldea “Woodhaven”. Es alguien honesto y es más propenso a actuar que a deliberar. Su amor por las bromas usualmente terminan con él siendo golpeado por su hermana menor, pero él se preocupa por ella profundamente.

### Dragones
Midgardsormr (Elemento- Viento)-  Un “Windwyrm” y un residente antiguo de Mistholt. El primer dragón en personalmente conocer Alberius, lo apoyó con su extenso conocimiento. Un dragón duro pero justo, puede manipular el clima, y se le refiere como el señor de las tormentas.
Brunhilda (Elemento- Fuego)- El “Flamewyrm” que reside en el monte Adolla. Conocida por tener un temperamento como magma ardiente muchos temen su furia. Se rumora que las erupciones que provienen del monte son causados por su mana.
Mercury (Elemento- Agua)- Está protectora de San Lotier ha vivido en las aguas cercanas desde la antigüedad y ha observado a su gente. Ella tuvo agallas para habitar mejor en el agua, pero ella prefirió caminar entre humanos, y obtuvo cuatro piernas por medio de magia.
Júpiter (Elemento- Luz)- El “Lightwyrm” que gobierna los cielos tormentosos y ha guiado a incontables héroes. El relámpago hecho por su cuerpo hace a la gente soñar con llegar al paraíso. Él es algo caprichoso y hedonista, quizá porque proviene de un ser superior.
Zodiark (Elemento- Oscuridad)- El “Shadowyrm” que es temido en el Sur de Grastaea y que ha terminado muchas dinastías personalmente. El resentimiento de las masas ha podrido su carne y huesos. Al tener mucho poder, también ha tenido el respeto de humanos.

## Jugabilidad
Dragalia Lost es un juego de rol que cuenta con controles de pantalla táctil. Los personajes atacan con solo presionar el dedo en la pantalla y se pueden esquivar ataques enemigos deslizando el dedo en la dirección deseada. Cada personaje cuenta con una afinidad a un elemento que forma parte importante en el sistema de combate, ya que, un elemento es más fuerte que otro pero también es débil contra otro elemento. Los personajes cuentan con sus propias clases como peleadores, curadores y hasta arqueros. El juego se puede disfrutar completamente como un solo jugador aunque también se puede jugar en multijugador.